# Монтебонело (Фиренца)
Монтебонело је насеље у Италији у округу Фиренца, региону Тоскана.
Према процени из 2011. у насељу је живело 1389 становника. Насеље се налази на надморској висини од 120 м.